# Dalbergia sambesiaca
Dalbergia sambesiaca é uma espécie vegetal da família Fabaceae.
Apenas pode ser encontrada no seguinte país: Moçambique.